# Aroga
Aroga is een geslacht van vlinders van de familie tastermotten (Gelechiidae).

## Soorten
- A. acharnaea (Meyrick, 1927)
- A. alleriella Busck, 1940
- A. argutiola Hodges, 1974
- A. aristotelis (Millière, 1876)
- A. balcanicola Huemer & Karsholt, 1999
- A. camptogramma Meyrick, 1931
- A. compositella Walker, 1864
- A. chlorocrana Meyrick, 1927
- A. elaboratella (Braun, 1923)
- A. eldorado Keifer, 1936
- A. epigaeella Chambers, 1881
- A. eriogonella Clarke, 1935
- A. flavicomella (Zeller, 1839)
- A. hipposaris Meyrick, 1927
- A. leucanieella Busck, 1909
- A. mesostrepta Meyrick, 1932
- A. morenella Busck, 1908
- A. paraplutella Busck, 1910

- A. pascuicola (Staudinger, 1871)
- A. paulella Busck, 1903
- A. rigidae Clarke, 1935
- A. temporariella Sattler, 1960
- A. thoracealbella Chambers, 1874
- A. trialbamaculella Chambers, 1875
- A. trilineella Chambers, 1877
- A. unifasciella Busck, 1903
- A. velocella

Zuringpalpmot (Zeller, 1839)
- A. websteri Clarke, 1942
- A. xyloglypta Meyrick, 1923